# WISE 1322-2340
WISE 1322-2340 (= EQ J1322-2340) is een bruine dwerg met een spectraalklasse van T8. De ster bevindt zich 43,0 lichtjaar van de zon.